# Kommandostav

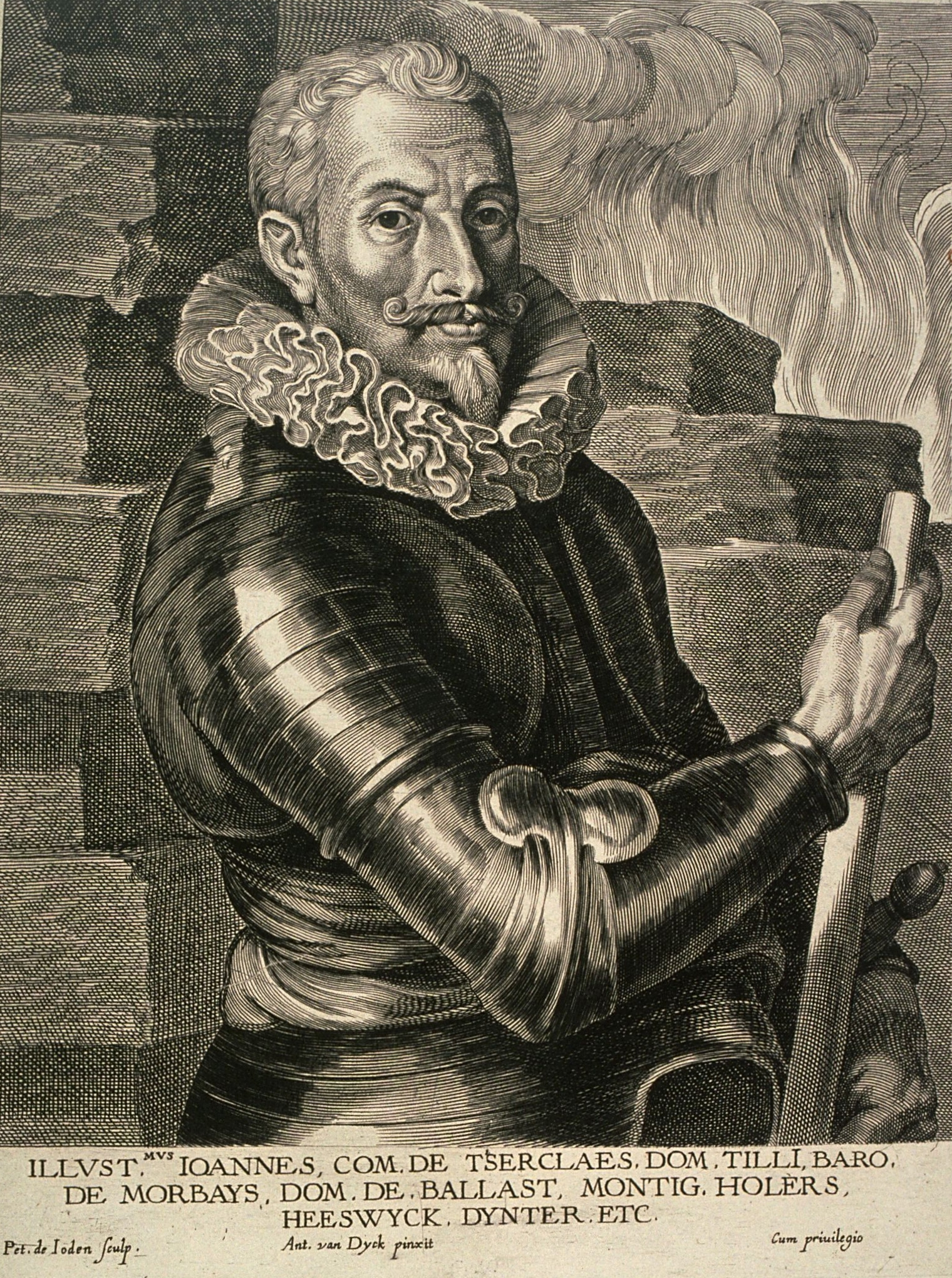
Johann Tserclaes Tilly med kommandostav, kopparstick av Pieter de Jode d.ä.

Kommandostav är ett befälstecken för en militär befälhavare, ofta inom armén. En kommandostav är ofta omkring 30 centimeter lång och rikt sirad. De har använts i många olika länder som i bland annat Preussen, Sachen, Tyskland och Polen.  

## Ursprung
Redan i antiken bar de romerska kejsarna två spiror under triumfprocessioner. Även de relativt lågt rankade officerarna som en Centurion bar Vitis, erkännandet och hedersmärket av en vinstock, som också användes för straff, som ett tecken på deras överbefäl. Vitis bärs fortfarande idag som en officersstav, särskilt i anglosfären och Storbritanniens före detta koloniers arméer.
Under medeltiden utvecklades dessa stavar bland annat till Marskalkstaven, men också till kungens spira och ceremoniella stav. Befälhavare som Wallenstein bar kommandostav som ett tecken på deras befäl i fält. Samtidigt utvecklades de från faktiska befälstecken att bära i strid tillbaka till mindre, rent symboliska stavar att använda vid ceremoniella tillfällen.

## Sverige
I den svenska Försvarsmakten används idag kommandostavar av överbefälhavaren, kommendanter, och garnisonschefer med salutstation eller fästning. De finns i tre olika modeller:
- stav m/1790 infördes för vakthavande generaladjutanten i Stockholm som sedan 1818 bär titeln överkommendant. Sedan 1911 bärs den även av kommendanten i Boden. Staven är stålblå, beströdd med guldkronor samt försedd med guldknopp och doppsko.
- stav m/1802 var avsedd för vissa platskommendanter och bärs idag av kommendanten i Stockholm och av garnisonscheferna i Göteborg, Karlsborg och Karlskrona. Staven är 90 cm lång och försedd med en hårdflätad portepé.
- stav m/1815 var generaladjutanten för arméns tjänstetecken. Den bars senare av chefen för Lantförsvarsdepartementet om denne var militär. Staven är förgylld och beströdd med blå emaljerade kronor samt försedd med knopp och doppsko.

## Galleri

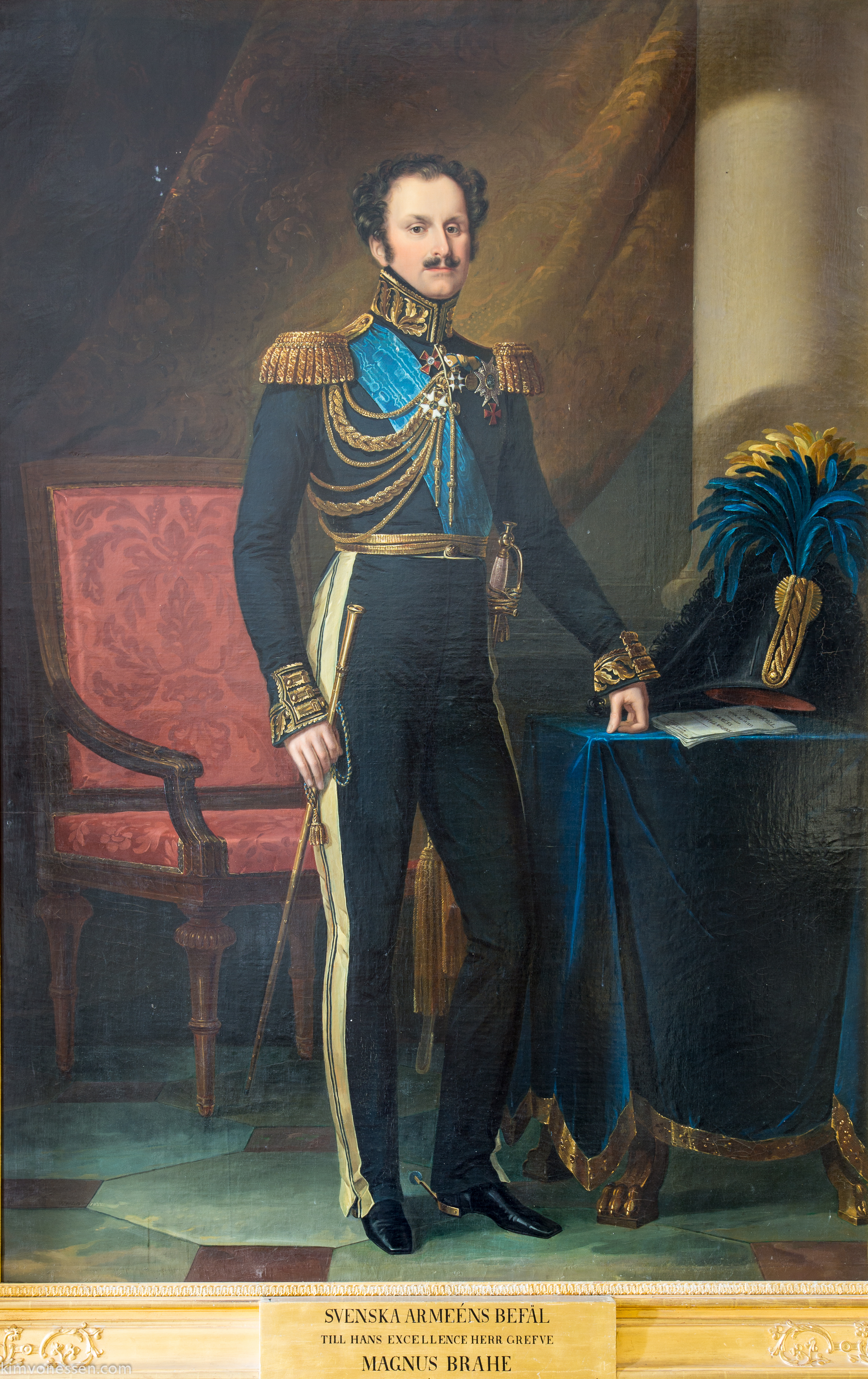
Magnus Brahe bärande sin kommandostav som ämbete för Konungens adjutant- och ordonnansofficerskår.
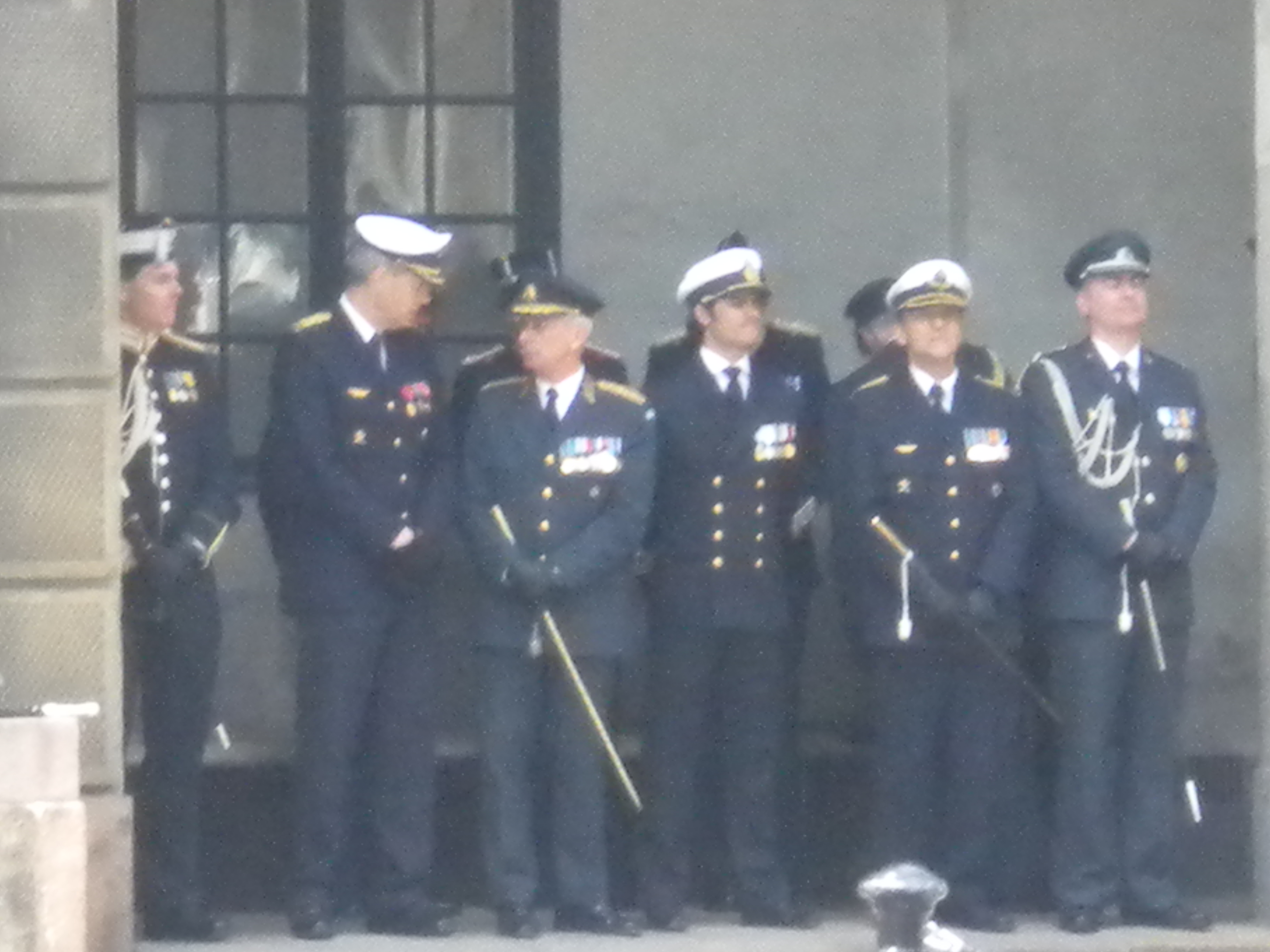
Svenska militärer med kommandostavar nationaldagen 2012.
Kommandostav med kikare – Livrustkammaren.
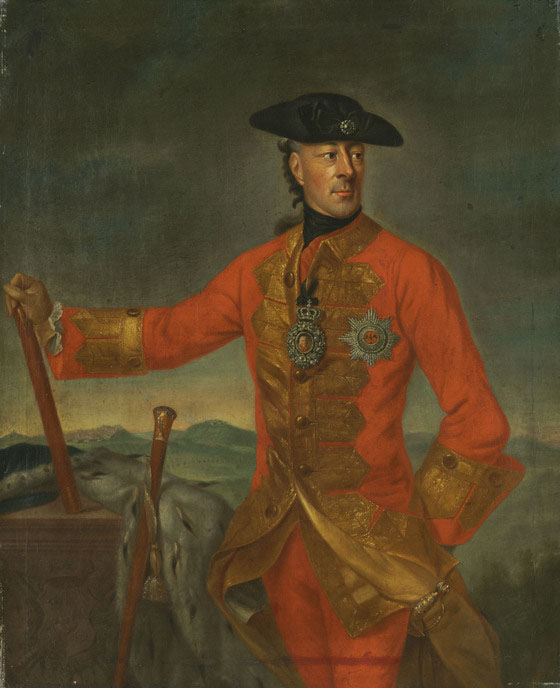
Fältmarskalk Vilhelm av Schaumburg-Lippe bärande i sin hand en marskalksstav och under ser man en kommandostav lutad mot bänken.
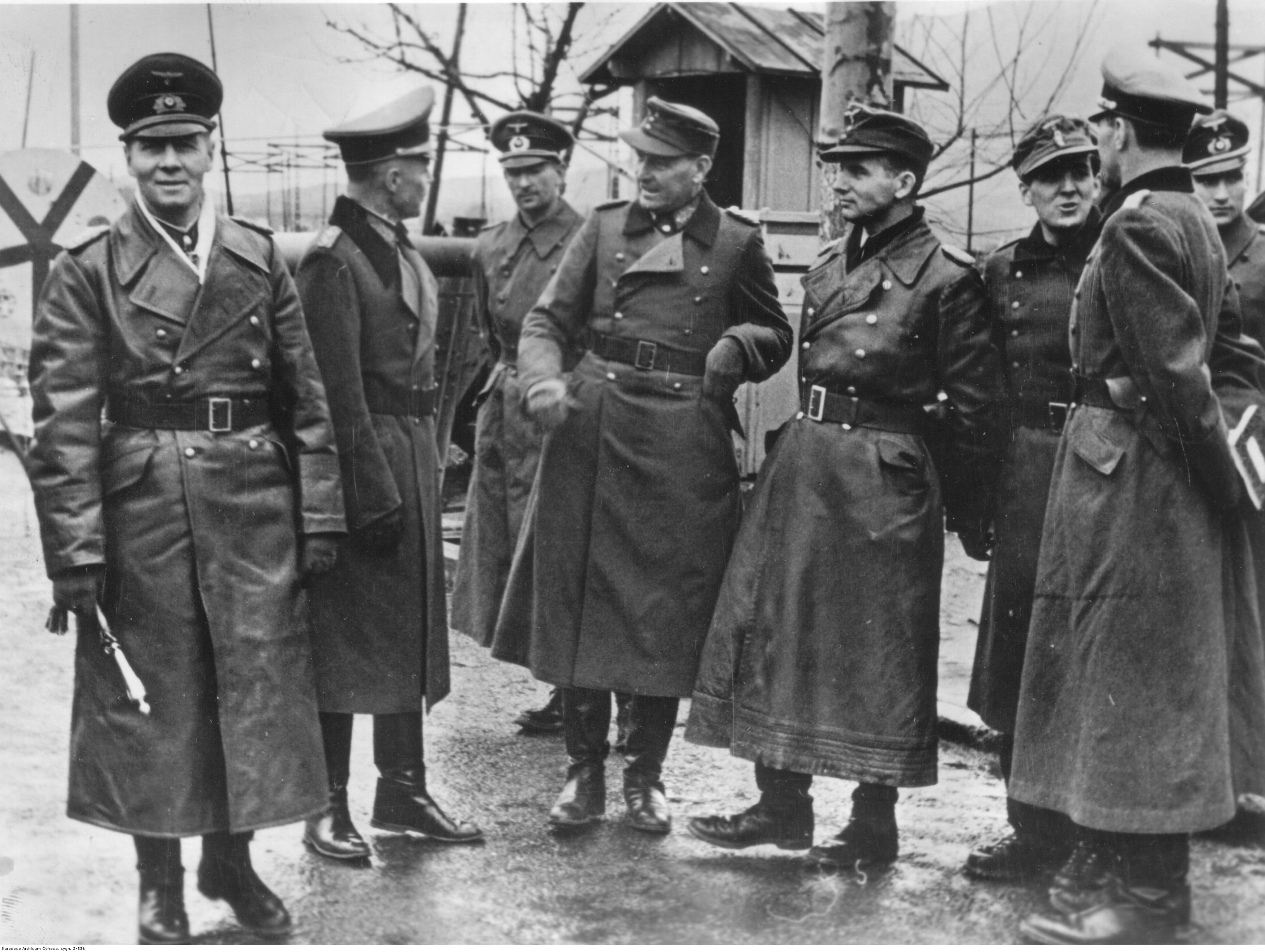
Fältmarskalk Erwin Rommel (längst till vänster) med sin kommandostav.
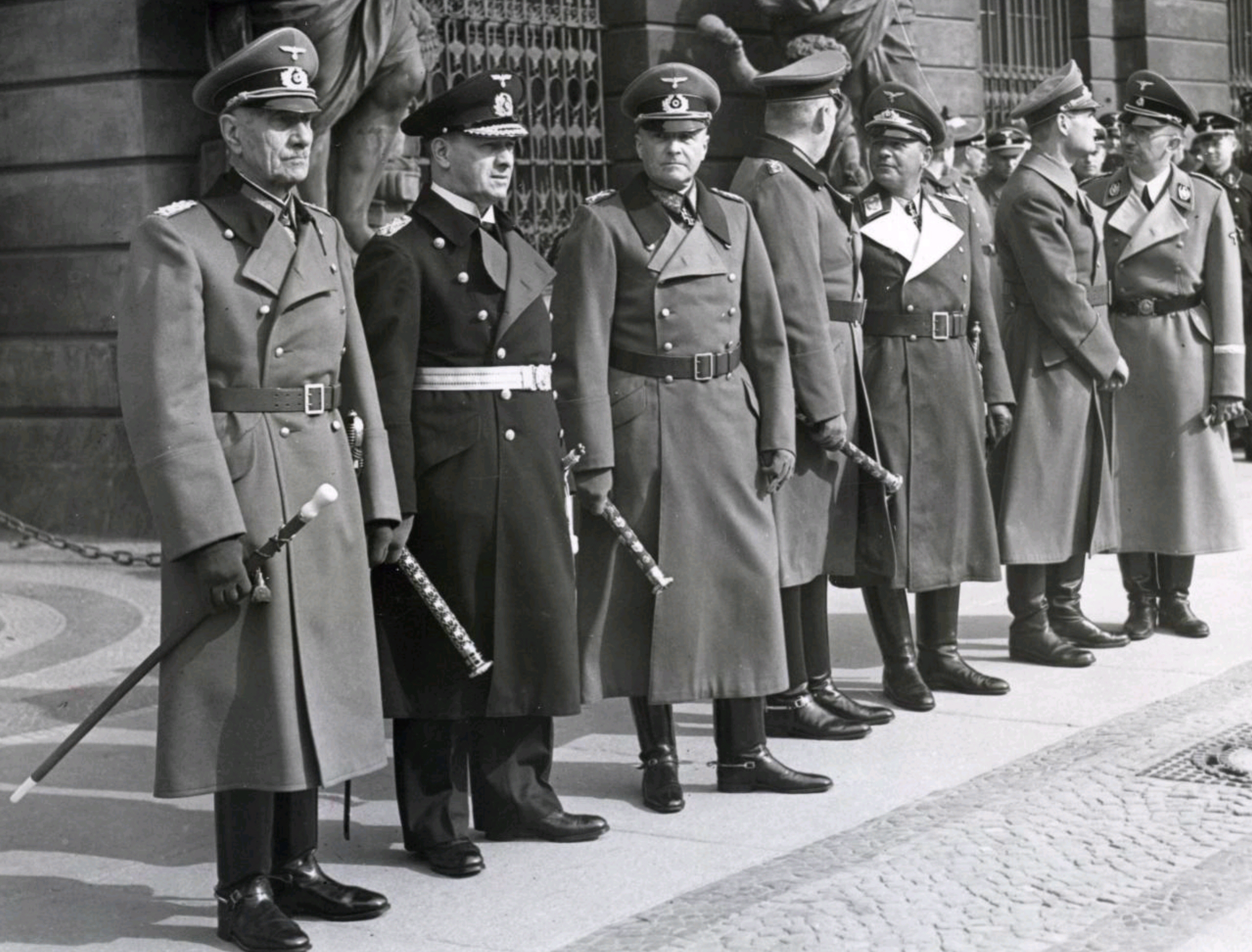
Fältmarskalk Eduard von Böhm-Ermolli bärande äldre österrikisk kommandostav.
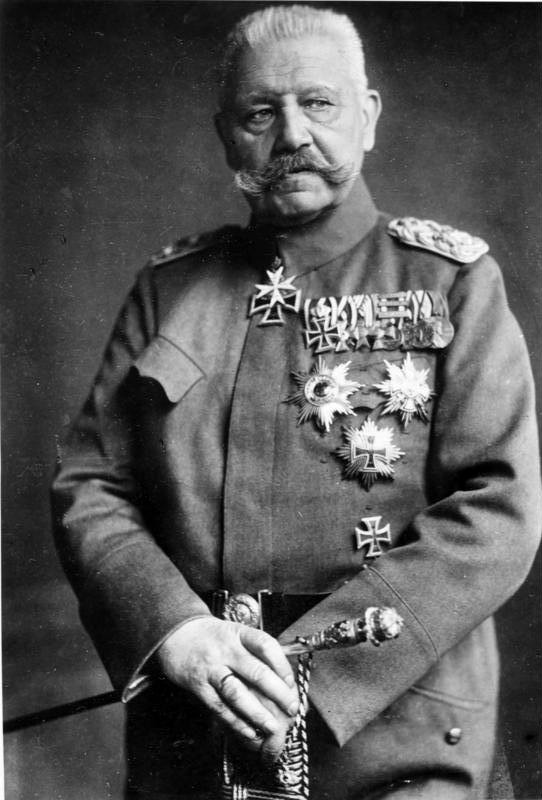
Rikspresident Paul von Hindenburg bärande sin kejserliga kommandostav från första världskriget.